# Hokkaido Gals Are Super Adorable!
Hokkaido Gals Are Super Adorable! (道産子ギャルはなまらめんこい Dosanko Gyaru wa Namaramenkoi?) este o serie manga scrisă și ilustrată de Kai Ikada. Povestea urmărește un adolescent din Tokio care se mută în cea mai nordică prefectură a Japoniei, Hokkaido, și întâlnește o fată cum nu a mai întâlnit până acum. A început serializarea pe aplicația și site-ul Shōnen Jump+ pe 4 septembrie 2019, iar capitolele sunt publicate în volume tankōbon de Shueisha. Un serial anime realizat de Silver Link și Blade a început să fie difuzat pe 8 ianuarie 2024.

## Descriere
Adolescentul Tsubasa Shiki se mută din Tokio în orașul Kitami din Hokkaido. La sosire, el se întâlnește cu colega lui de clasă și nativa Minami Fuyuki, căruia începe să-i placă de Tsubasa. Fiind diferită de orice altă fată pe care a întâlnit-o înainte, Tsubasa se simte atras de această fată din Hokkaido.

## Personaje
Tsubasa Shiki (四季 翼 Shiki Tsubasa?)
Dublaj voce: Nobunaga Shimazaki 
Un student de 16 ani din Tokio, care nu are experiență cu fetele și a fost considerat șchiop în orașul său natal. În ciuda faptului că inițial și-a spus că nu este genul lui și că acțiunile ei sunt imorale, el găsește avansarea lui Minami atrăgătoare și apreciază cu adevărat că ea a decis să devină prietena lui și să-l ajute să se adapteze la viața din Hokkaido.
Minami Fuyuki (冬木 美波 Fuyuki Minami?)
Dublaj voce: Ayane Sakura 
Colega de clasă al lui Tsubasa de 16 ani, de la liceul Kitami Hokuryo. Ea este populară și vorbăreață. Și-a vopsit părul blond, poartă fuste scurte și nu poartă mănuși iarna, astfel încât să-și poată folosi în continuare telefonul. Ea pare să aibă o pasiune pentru Tsubasa și îi place să flirteze cu el pentru a-l face jenat și tulburat
Sayuri Akino (秋野 沙友理 Akino Sayuri?)
Dublaj voce: Yumiri Hanamori 
Colega de clasă ale lor Minami și Tsubasa care, cu părul ei brunet, personalitatea rezervată și alegerea de a nu folosi dialectul din Hokkaido, este exact opusul lui Minami. Îi plac foarte mult jocurile video, dar acordă atenție aspectului ei; citește reviste de modă și machiaj pentru a se integra. Pentru că transpiră mult, Sayuri a evitat toate formele de exerciții fizice, ceea ce a făcut-o în cele din urmă să evite oamenii în general. Pentru că nu are prieteni, Sayuri a simțit o înrudire cu Tsubasa și se împrietenește cu el și Minami.
Rena Natsukawa (夏川 怜奈 Natsukawa Rena?)
Dublaj voce: Reina Ueda 
Vecina lui Tsubasa. Are părul scurt alb-gri. Rena este pasionată de istorie și se află în fruntea clasei sale din punct de vedere academic, dar este foarte timidă, deși a câștigat și concursul de frumusețe școlar doi ani la rând. Ea se oferă să-l mediteze pe Tsubasa și îi cere să o ducă la o întâlnire în schimb.
Asuka (飛鳥?)
Dublaj voce: Mariko Nagai 
Prietena din copilărie al lui Sayuri și elev cu o clasă mai mică decât ea. Membră a echipei de înot, ea este atletică și are părul scurt și tenul întunecat. Asuka încearcă să o sprijine pe Sayuri și sentimentele ei romantice pentru Tsubasa cât de mult poate.
Hina (日菜?)
Dublaj voce: Yurika Kubo 
Prietena și colega de clasă a lui Asuka, care se autointitulează cea mai mare fană a lui Minami. Are părul lung și poartă ochelari mari. După ce a mers la aceeași școală gimnazială ca Minami, acesta devine obsedată de Minami, deoarece seamănă cu personajul ei fictiv preferat. Hina o urmărește pe Minami pe internet și cercetează temeinic totul în jurul ei, inclusiv pe Tsubasa.
Takayumi Matsuo (松尾 隆弓 Matsuo Takayumi?)
Dublaj voce: Yoshitsugu Matsuoka 
Colegul de clasă a lui Tsubasa și Minami.
Mai Fuyuki (冬木 眞衣 Fuyuki Mai?)
Dublaj voce: Eri Kitamura 
Mama lui Minami.
Momoko Fuyuki (冬木 桃子 Fuyuki Momoko?)
Dublaj voce: Rika Nagae 
Surioara lui Minami.
Kaede Hanamiya (花宮 楓 Hanamiya Kaede?)
Bunica lui Tsukasa.

## Media

### Manga
Scrisă și ilustrată de Kai Ikada, Hokkaido Gals Are Super Adorable! a început serializarea pe aplicația și site-ul Shōnen Jump+ pe 4 septembrie 2019. Capitolele au fost publicate în 13 volume tankōbon. Un one-shot Hokkaido Gals Are Super Adorable! a fost publicat în primul număr al Weekly Shōnen Jump din 2021, care a fost lansat pe 7 decembrie 2020. Shueisha a început să publice seria în limba engleză gratuit pe aplicația și site-ul Manga Plus pe 1 septembrie 2020.

### Anime
O adaptare anime a fost anunțată pe 25 octombrie 2022. Serialul este produs de Silver Link și Blade și regizat de Misuzu Hoshino, cu scenarii supervizate de Mirai Minato, care servește și ca regizor șef, iar designul personajelor este gestionat de Katsuyuki Sato. Acesta a fost inițial programat pentru 2023, dar ulterior a fost amânat. Serialul a început difuzarea pe 8 ianuarie 2024, pe TV Tokyo și alte canale de televiziune. În România, serialul este disponibil pe Crunchyroll. Cântecul din introducere, "Namaramenkoi Gyaru" (なまらめんこいギャル?), este interpretat de Masayoshi Ōishi, în timp ce cântecul de încheiere, "Wayawayawa-!" (わやわやわー！?), este interpretat de Asaka.

## Recepție
Până în iunie 2021, Hokkaido Gals Are Super Adorable! a vândut peste 300.000 de volume. Când primul volum a fost lansat în decembrie 2019, a primit imediat o retipărire din cauza cererii. Natalie a raportat că primul și al doilea volum au fost fiecare cele mai bine vândute manga la magazinul Comic Zin în primele săptămâni de lansare.